# Матеус, Висенте
Висе́нте Мате́ус Ба́те (порт. Vicente Matheus Bathe) (28 мая 1908, Самора, Испания — 8 февраля 1997, Сан-Паулу) — бразильский предприниматель и спортивный функционер.
Наиболее известен благодаря своему многолетнему участию в руководстве одного из самых популярных бразильских футбольных клубов — «Коринтианса». Матеус возглавлял клуб в качестве президента восемь сроков с 1959 по 1991 год — в общей сложности 18 лет, также много лет работал в структуре клуба на различных должностях. Жена Висенте Матеуса, Марлене, с 1991 по 1993 год также была президентом «Коринтианса».

## Биография
Висенте Матеус родился в семье португальца и испанки в Саморе (по другим данным, в Виго), он был старшим из 11 детей. Ещё будучи ребёнком Висенте вместе с семьёй переехал в Бразилию. Отец Висенте, Луис, был основателем горнодобывающей компании и когда старший сын вырос, он стал успешно ей руководить. В возрасте 18 лет Висенте Матеус сумел подписать контракт с муниципалитетом Сан-Паулу на поставку сырья для строительных компаний, благодаря чему доходность его компаний резко возросла. Основными статьями доходов его предприятий стали асфальт и бетон.
В 1954 году Висенте познакомился с профессиональной танцовщицей фламенко Марлене Колой во время празднования 400-летия основания Сан-Паулу, они подружились. В 1959 году Висенте впервые возглавил «Коринтианс». Покинул клуб в 1961 году. После смерти первой жены, Рут Перейры Матеус, с которой Висенте поженился в 1934 году, 14 августа 1968 года Висенте женился на Марлене. Через три года, когда Висенте вернулся в «Коринтианс» в качестве вице-президента, Марлене стала работать в социальном департаменте этого клуба. Спустя год Висенте возглавил «Коринтианс» во второй раз, работая в этой должности вплоть до 1981 года. Этот период ознаменовался прекращением рекордного в истории клуба периоды без трофеев — в 1977 году команда выиграла Лигу Паулисту, что не получалось сделать на протяжении 23 лет.
В 1990 году, во время президентства Матеуса, «Коринтианс» впервые в своей истории стал чемпионом Бразилии.
После того, как стало понятно, что Висенте Матеус больше не получит возможности баллотироваться на пост президента «Коринтианса» в 1991 году, он выдвинул Марлене в качестве своего преемника. Марлене выиграла выборы с 2119-ю голосами избирателей и стала первой женщиной, возглавившей в качестве президента один из великих бразильских клубов. За время её правления команда не сумела добиться серьёзных успехов на спортивной арене, что дало козыри в борьбе за пост Алберто Дуалибу. Он выиграл выборы в 1993 году и во время его президентства «Коринтианс» сумел выиграть почти все трофеи мирового футбола, включая титул клубного чемпиона мира 2000 года. Висенте Матеус умер в 1997 году, а его вдова Марлене продолжает активное участие в жизни клуба.
Висенте Матеус придерживался традиционного авторитарного стиля управления, как бизнесом, так и спортивным клубом. Несмотря на это, пользовался популярностью среди болельщиков. Был известен своими неординарными высказываниями, подчас противоречащим друг другу.

## Титулы «Коринтианса» во время президентства Висенте Матеуса
- Чемпион Бразилии (1): 1990
- Чемпион штата Сан-Паулу (3): 1977, 1979, 1988